# Лук'янов Владислав Валентинович
Владисла́в Валенти́нович Лук'я́нов(* 21 лютого 1964, Костянтинівка, Донецька область, Українська РСР, СРСР) — український політик та підприємець. Член Партії регіонів; народний депутат України 5-го, 6-го і 7-го скликань, був членом фракції Партії регіонів (з листопада 2007) і заступником голови Комітету з питань фінансів і банкової діяльності (з грудня 2007).

## Біографія
Народився 21 лютого 1964 (Костянтинівка, Донецька область).

## Родина
Дружина Наталія Петрівна (1976) — домогосподарка; син Артем (1995); дочка Дарія (1996).

## Освіта
Одеський інститут інженерів морського флоту (1981–1986), «управління морським транспортом»; Національна академія внутрішніх справ України (з 2003).

## Кар'єра
1986–1989 — стивідор морського торговельного порту.
1990–1992 — директор підприємства «Сфера».
1992–1994 — комерційний директор підприємства «Ноосфера».
1994–1995 — керівник управління інвестиціями, АТ «Керамет».
1995–2006 — президент «Фін-Форт» (Донецьк).

## Політична діяльність
Навесні 2004 року брав участь у довиборах до Верховної Ради України по 151-ому виборчому округу на Полтавщині (Кобеляки, Карлівка, Нові Санжари, Чутове, Полтава), де програв очільнику Полтавської обласної організації Партії регіонів Олексію Лелюку. 
Під час президентських виборів 2004 року Владислав Лук'янов був заступником керівника виборчого штабу кандидата Віктора Януковича. 
Народний депутат України 6-го скликання з листопада 2007 від Партії регіонів, № 155 в списку. На час виборів: Народний депутат України, член Партії регіонів.
Народний депутат України 5-го скликання 04.2006-11.2007 від Партії регіонів, № 133 в списку. На час виборів: президент ТОВ «Фін-Форт» (м. Донецьк).
Голова підкомітету з питань бюджетного забезпечення місцевого самоврядування, заступник голови (з 09.2006) Комітету з питань державного будівництва, регіональної політики та місцевого самоврядування (з 07.2006), член фракції Партії регіонів (з 05.2006).
Депутат Донецької облради (1998–2006), голова постійної комісії з питань соціальної політики (2002–2006).
У вересні 2014 року Владислав Лук'янов разом зі своїми соратниками по депутатській групі "За мир та стабільність" Таїсією Повалій, Євгенієм Мураєвим, Оленою Бондаренко, Володимиром Олійником тощо відвідали з робочим візитом Державну думу Росії.
У 2019 році брав участь у виборах до Громадської ради при Київській міській держадміністрації.
На Місцевих виборах в Україні 2020 був обраний депутатом міської ради Бахмута на Донеччині від "Опозиційної платформи – За життя". 
10 квітня 2024 року стало відомо про затримання Владислава Лук'янова Службою безпеки України  під час перетинання державного кордону на Одещині.